# Хилл, Симми
Симми Хилл-младший (англ. Simmie Hill Jr.; 14 ноября 1946 года, Мидленд, Пенсильвания, США — 14 июля 2013 года, Питтсбург, Пенсильвания, США) — американский профессиональный баскетболист, выступал в Американской баскетбольной ассоциации, отыграв четыре из девяти сезонов её существования. Кроме того успел поиграть в ЕБА.

## Ранние годы
Симми Хилл родился 14 ноября 1946 года в боро Мидленд (штат Пенсильвания), где посещал одноимённую среднюю школу, в которой выступал за местную баскетбольную команду. В «Мидленд Леопардс» Симми вместе с Нормом ван Лиром играл главную ударную силу команды, а в сезоне 1964/1965 годов Хилл набрал 652 очка и привёл «Леопардов» к чемпионскому титулу штата.